# Thyropygus vagabundus
Thyropygus vagabundus är en mångfotingart som beskrevs av Henri Saussure och Leo Zehntner. Thyropygus vagabundus ingår i släktet Thyropygus och familjen Harpagophoridae. Inga underarter finns listade i Catalogue of Life.